# Liste d'élections nationales en 2008
Chronologie des élections
- 2004
- 2005
- 2006
- 2007
- 2008
- 2009
- 2010
- 2011
- 2012

Cette liste recense les élections organisées durant l'année 2008. Elle inclut les élections législatives et présidentielles nationales dans les États souverains, ainsi que les référendums.

## Commentaires généraux
Aux États-Unis, Barack Obama (Parti démocrate) est élu président en novembre, après huit ans de présidence du républicain George W. Bush. En Russie, le président Vladimir Poutine (Russie unie, droite), au pouvoir depuis 1999, ne peut se représenter pour un troisième mandat consécutif. Dimitri Medvedev (Russie unie) lui succède à la présidence de la République en remportant largement l'élection du mois de mars, et le nomme Premier ministre. En Italie, la droite retrouve le pouvoir à travers les élections législatives d'avril ; Silvio Berlusconi, précédemment au pouvoir de 1994 à 1995 puis de 2001 à 2006, reprend la tête du gouvernement. 
Au Pakistan, la victoire d'un ensemble de partis centristes aux élections législatives en février marque un retour à la démocratie, après le régime autoritaire de Pervez Musharraf. Au Bhoutan, les élections législatives en mars sont la concrétisation d'une démocratisation voulue par le roi Jigme Wangchuck. Aux Maldives, l'élection présidentielle en octobre est le premier scrutin démocratique et multipartite de l'histoire du pays ; le dictateur sortant Maumoon Gayoom y reconnaît sa défaite face au militant démocrate Mohamed Nasheed.
Au Zimbabwe, à l'inverse, l'élection présidentielle en mars est profondément entachée par les violences commises par les partisans du président Robert Mugabe, ainsi que par de forts soupçons de fraudes. Face à cette brutalité, le candidat d'opposition Morgan Tsvangirai renonce à se maintenir pour le second tour en juin.

## Par mois

### Janvier
| Date             | Pays                | Élections      | Contexte | Résultats |
| ---------------- | ------------------- | -------------- | --- | --- |
| 5 janvier        | Géorgie             | Présidentielle | Élection anticipée, à la suite des manifestations de 2007 contre le gouvernement. | Mikheil Saakachvili (Mouvement national - Démocrates : centre-droit libéral-conservateur) est réélu avec 53,5 % des voix face à six autres candidats, dont notamment Levan Gatchetchiladze (Parti de la nouvelle droite : centre-droit libéral-conservateur, soutenu par plusieurs autres partis d'opposition conservateurs et libéraux ; 25,7 %). |
| 5 janvier        | Géorgie             | Référendum     | Les citoyens sont appelés à se prononcer pour ou contre l'adhésion du pays à l'OTAN et, séparément, pour ou contre la tenue d'élections législatives anticipées.                                                                              | Ces propositions sont approuvées respectivement par 77,0 % et 79,7 % des votants. L'OTAN n'approuve toutefois pas l'adhésion de la Géorgie. Des élections législatives ont lieu en mai. |
| 12 janvier       | Taïwan              | Législatives   | | Alternance. Le Kuomintang (centre-droit conservateur) et ses alliés de la Coalition pan-bleue remportent une très large majorité des sièges. Une élection présidentielle a lieu en mars. |
| 15 janvier       | Barbade             | Législatives   | | Alternance. Le Parti travailliste démocrate (centre-gauche) remporte la majorité absolue des sièges. David Thompson devient Premier ministre. |
| 17 au 19 janvier | Tokelau             | Législatives   | Les Tokelau sont un territoire autonome sous souveraineté néo-zélandaise. Il n'y existe pas de partis politiques. | Tous les élus le sont sans étiquette. Pio Tuia devient ulu (chef du gouvernement). |
| 19 janvier       | Îles Féroé          | Législatives   | Les îles Féroé sont un territoire autonome sous souveraineté danoise. | Assemblée sans majorité. Le Parti social-démocrate (centre-gauche, favorable au maintien de l'union avec le Danemark), à la tête du gouvernement sortant, forme cette fois un gouvernement de coalition avec le parti République (gauche éco-socialiste, indépendantiste) et le Parti du centre (centre-droit conservateur et démocrate-chrétien). Jóannes Eidesgaard (PSD) demeure Premier ministre. Le gouvernement se disloque après quelques mois, et une nouvelle coalition est formée entre le PSD, le Parti du peuple (centre-droit libéral-conservateur, indépendantiste) et le Parti de l'union (centre-droit agrarien, pro-union avec le Danemark). Kaj Leo Johannesen (Parti de l'union) devient Premier ministre. |
| 20 janvier       | Cuba                | Législatives   | Cuba est un État à parti unique. Des réunions de citoyens proposent des candidats, parmi lesquels la commission des candidatures retient un candidat unique par siège à pourvoir. Les citoyens sont appelés à approuver ou non ces candidats. | Tous les candidats sont élus, à une très large majorité. L'Assemblée nationale élit ensuite Raúl Castro (Parti communiste) à la présidence du Conseil d'État. Il succède à son frère Fidel Castro ; c'est le premier changement de chef de l'État depuis la Révolution de 1959. |
| 20 janvier       | Serbie              | Présidentielle | 1er tour | - |
| 27 janvier       | Polynésie française | Législatives   | 1er tour | - |

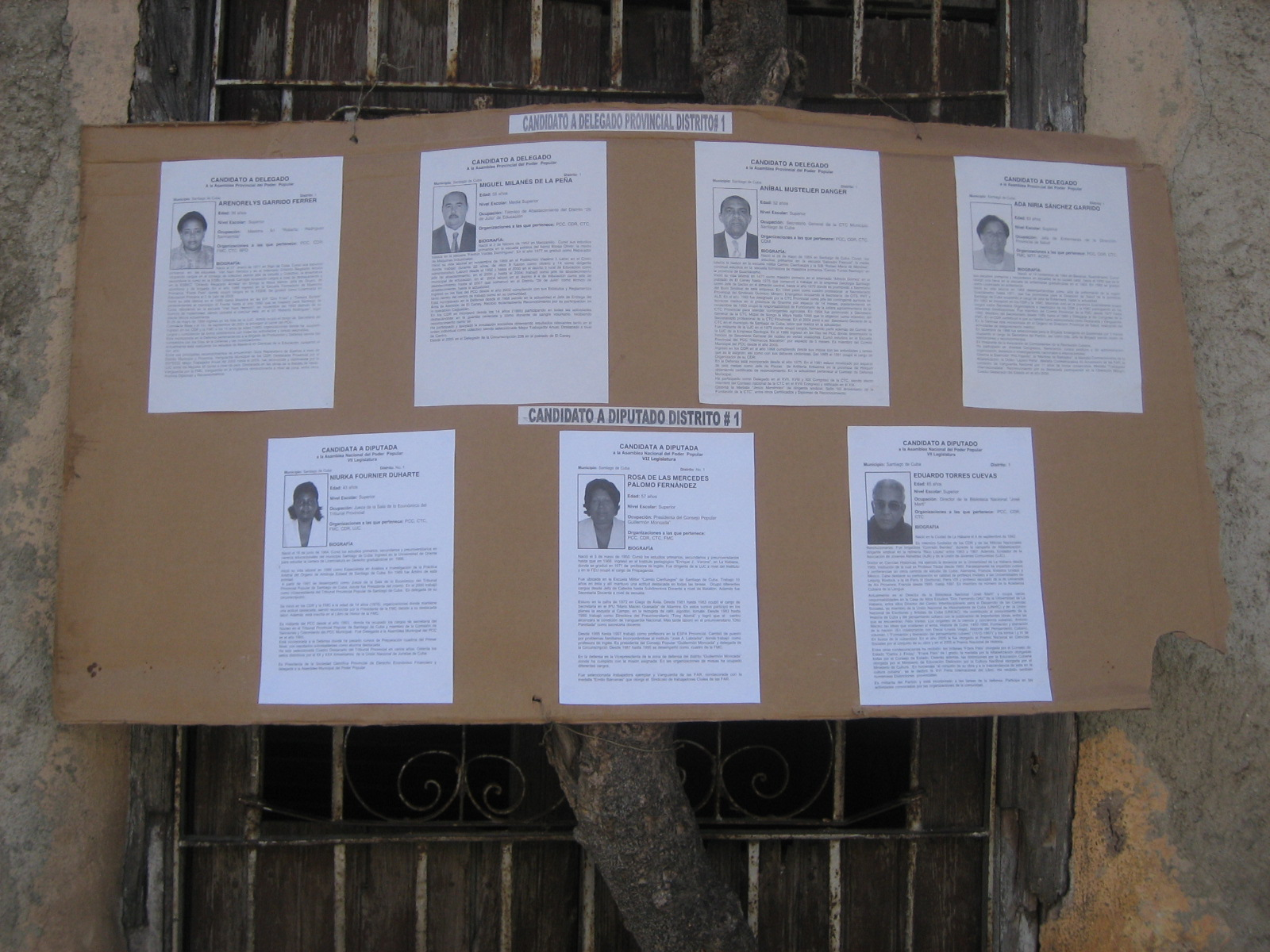
Affiches à Santiago de Cuba présentant les candidats aux scrutins national et local de janvier 2008.

### Février
| Date             | Pays                | Élections      | Contexte | Résultats |
| ---------------- | ------------------- | -------------- | --- | --- |
| 3 février        | Monaco              | Législatives   | | L'Union pour Monaco (centriste) conserve la quasi-totalité des sièges. |
| 3 février        | Serbie              | Présidentielle | 2e tour. Première élection présidentielle après l'indépendance du Monténégro et donc la disparition de la Communauté d'États Serbie-et-Monténégro. | Boris Tadić (Parti démocrate : centre social-libéral et pro-européen) est réélu avec 50,3 % des voix face à Tomislav Nikolić (Parti radical : extrême-droite). Des élections législatives ont lieu en mai. |
| 7 février        | Belize              | Législatives   | | Alternance. Le Parti démocratique uni (centre-droit) remporte une très large majorité des sièges. Dean Barrow devient Premier ministre. |
| 7 février        | Belize              | Référendum     | Il est proposé que le Sénat (chambre haute du Parlement) soit désormais élu par les citoyens, et non plus nommé par le Gouverneur général sur proposition du gouvernement et de l'opposition parlementaire. | La proposition est approuvée par 61,5 % des votants. Le nouveau gouvernement conservateur y étant opposé, elle n'est toutefois pas mise en œuvre. |
| 8 février        | Djibouti            | Législatives   | Dénonçant un système électoral qu'elle juge favorable au pouvoir en place, l'opposition boycotte ces élections. Seule la coalition gouvernementale présente donc des candidats - un par siège à pourvoir. | La coalition « Union pour la majorité présidentielle », composée du parti Rassemblement populaire pour le progrès (gauche) et de ses alliés, remporte automatiquement tous les sièges, avec 94,1 % de suffrages favorables et un taux de participation de 72,6 %. Dileita Mohamed Dileita (RPP) demeure Premier ministre. |
| 10 février       | Polynésie française | Législatives   | 2e tour | Assemblée sans majorité. Alternance. Le parti Notre patrie (centre-droit favorable au maintien de l'association du pays avec la France) et ses alliés obtiennent la majorité relative des sièges. L'Assemblée élit Gaston Tong Sang (Notre patrie) à la présidence du pays, son parti ayant formé une coalition de gouvernement avec le parti Rassemblement populaire (droite conservatrice et libérale, favorable également à la France).                                                 |
| 17 et 24 février | Chypre              | Présidentielle | | Alternance. Dimítris Khristófias (Parti progressiste des travailleurs : communiste) est élu au second tour avec 53,4 % des voix face à Ioánnis Kasoulídis (Rassemblement démocrate : centre-droit conservateur). |
| 18 février       | Pakistan            | Législatives   | Les élections marquent un retour à la démocratie après le régime autoritaire de Pervez Musharraf, contesté par l'important « mouvement des avocats » en faveur de l'État de droit. Elles ont été retardées d'un mois en raison de l'assassinat de Benazir Bhutto. Elles sont par ailleurs perturbées par des attentats terroristes islamistes, dans le contexte de l'insurrection islamiste dans le nord-ouest du pays. | Parlement sans majorité. Alternance. Le Parti du peuple (centre-gauche, opposition), dont Benazir Bhutto avait été la dirigeante, remporte la majorité relative avec un peu plus d'un tiers des sièges. Le PPP forme un gouvernement de coalition avec six autres partis, dont notamment la Ligue musulmane (N) (centre-droit conservateur, libéral en économie) et le Mouvement national uni (centre-gauche social-libéral et laïc). Youssouf Raza Gilani (PPP) devient Premier ministre. |
| 19 février       | Arménie             | Présidentielle | Ayant effectué deux mandats, le président Robert Kotcharian (droite autoritaire et nationaliste sans étiquette) ne peut se représenter. | Serge Sarkissian (Parti républicain : droite nationaliste attrape-tout), soutenu par le président sortant, est élu dès le premier tour avec 52,8 % des voix face à huit autres candidats. |

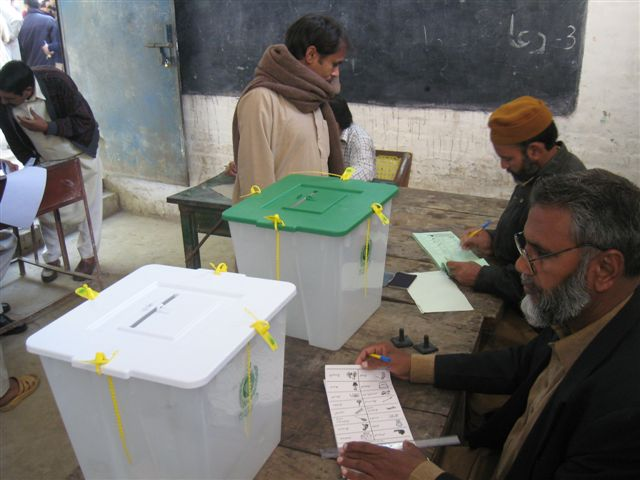
Un bureau de vote à Lahore lors des élections législatives pakistanaises en février.

### Mars
| Date    | Pays      | Élections      | Contexte | Résultats |
| ------- | --------- | -------------- | --- | --- |
| 2 mars  | Russie    | Présidentielle | Ayant effectué deux mandats, le président Vladimir Poutine ne peut se représenter. | Dimitri Medvedev (Russie unie : droite libéral-conservatrice et nationaliste) est élu avec 70,3 % des voix face à trois autres candidats, dont notamment Guennadi Ziouganov (Parti communiste : marxiste-léniniste, nationaliste ; 17,2 %). Le nouveau président nomme Vladimir Poutine au poste de Premier ministre. |
| 2 mars  | Thaïlande | Sénatoriales   | La moitié des sénateurs sont élus au suffrage universel, les autres étant nommés par les autorités. | Tous les sénateurs siègent sans étiquette. |
| 8 mars  | Malaisie  | Législatives   | | Le Front national (droite conservatrice, libérale en économie), au pouvoir depuis l'indépendance du pays en 1957, conserve la majorité absolue des sièges, malgré un net recul. Abdullah Ahmad Badawi demeure Premier ministre. |
| 8 mars  | Malte     | Législatives   | | Le Parti nationaliste (centre-droit libéral-conservateur et démocrate-chrétien) conserve sa très courte majorité absolue des sièges. Lawrence Gonzi demeure Premier ministre. |
| 9 mars  | Espagne   | Législatives   | | Parlement sans majorité. Le Parti socialiste ouvrier (centre-gauche) accroît sa majorité relative des sièges, manquant de peu la majorité absolue. José Luis Rodríguez Zapatero demeure Premier ministre, à la tête d'un gouvernement minoritaire. |
| 9 mars  | Hongrie   | Référendum     | Référendum initié par l'opposition de droite, proposant l'abolition de frais médicaux et de frais d'inscription universitaire introduits par le gouvernement de centre-gauche. | Les deux propositions d'annulation des frais médicaux pour les patients sont approuvés par 84,1 et 82,4 % des votants, et l'abolition des frais étudiants par 82,2 %. |
| 14 mars | Iran      | Législatives   | Le Conseil des gardiens de la Constitution disqualifie la quasi-totalité des candidats réformistes. Ces élections opposent donc principalement des conservateurs durs (partisans du gouvernement) aux conservateurs modérés. | L'alliance du Front uni des principlistes (droite) et de la Coalition omniprésente des principlistes (droite) remporte la majorité absolue des sièges. |
| 22 mars | Taïwan    | Présidentielle | | Alternance. Ma Ying-jeou (Kuomintang : centre-droit conservateur) est élu avec 58,5 % des voix face à son unique adversaire Frank Hsieh (Parti démocrate progressiste : centre-gauche social-libéral). |
| 22 mars | Taïwan    | Référendum     | Deux référendums simultanés et similaires : Sur proposition du Parti démocrate progressiste, les citoyens sont invités à se prononcer pour ou contre une candidature du pays pour intégrer l'Organisation des Nations unies sous le nom de « Taïwan ». Sur proposition du parti Kuomintang, ils sont invités à se prononcer pour ou contre une candidature du pays pour intégrer l'Organisation des Nations unies sous le nom de « Taïwan » ou bien sous le nom de « République de Chine » ou bien sous un éventuel autre nom. | Les propositions sont approuvées respectivement par 94,0 et 87,3 % des votants, mais le résultat est invalidé en raison du faible taux de participation (35,8 et 35,7 %). |
| 24 mars | Bhoutan   | Législatives   | Première élection de l'Assemblée nationale, à la suite de réformes démocratiques initiées par le roi Jigme Khesar Wangchuck. | Le Parti vertueux (centriste) remporte la quasi-totalité des sièges. Jigme Thinley, chef de ce parti, devient ainsi Premier ministre. |
| 29 mars | Zimbabwe  | Présidentielle | 1er tour | - |
| 29 mars | Zimbabwe  | Parlementaires | | Le Mouvement pour le changement démocratique (centre gauche, opposition) remporte la majorité absolue des sièges à l'Assemblée nationale, tandis que le ZANU-PF (conservateur, populiste, nationalisme noir), au pouvoir, conserve la majorité absolue au Sénat. À l'issue de plusieurs mois de négociations, Morgan Tsvangirai (MCD) devient Premier ministre à la tête d'un gouvernement de coalition des deux partis. |

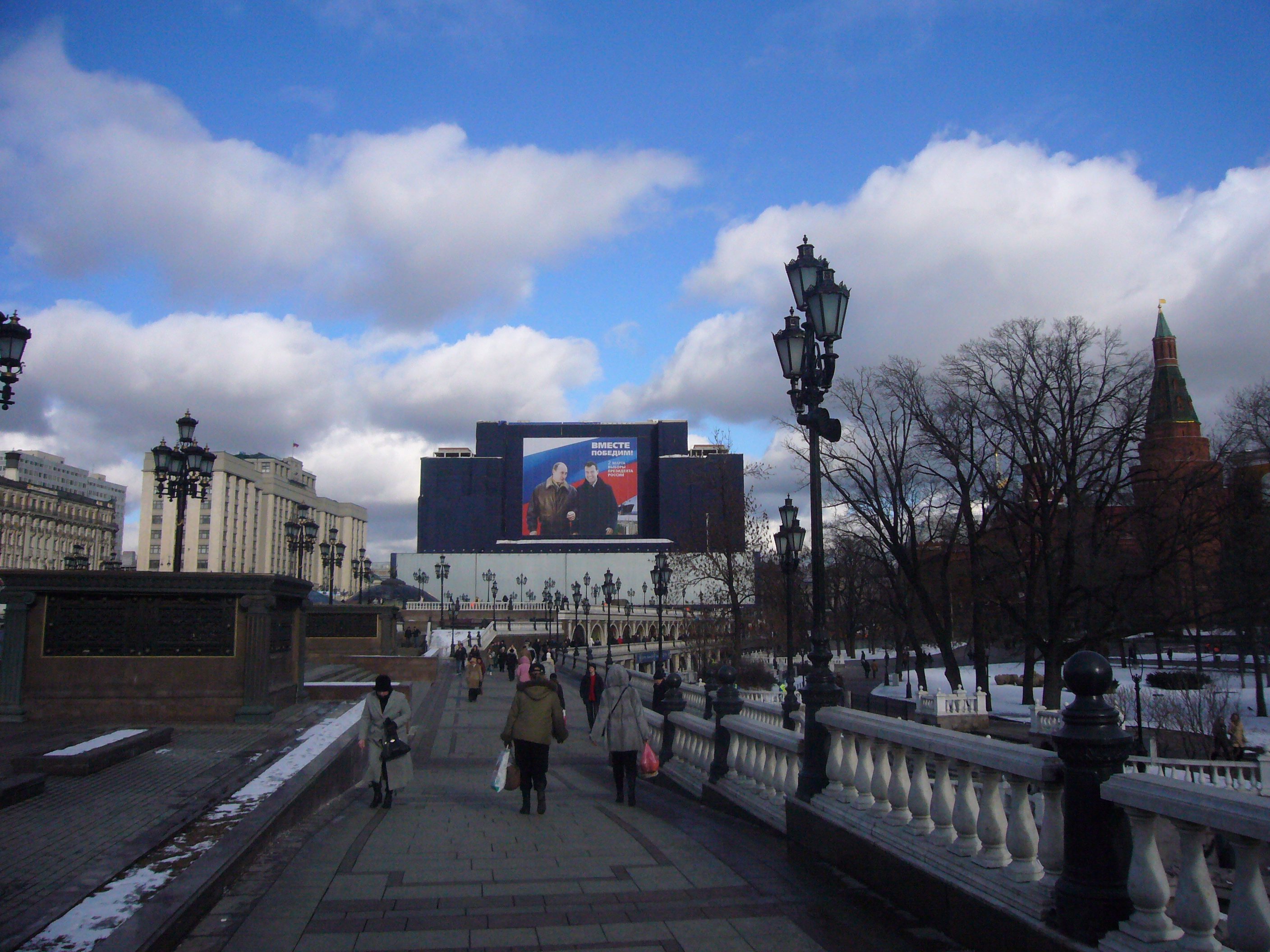
Affiche de campagne géante pour Dimitri Medvedev à Moscou, le montrant soutenu par Vladimir Poutine pour l'élection présidentielle en mars.

### Avril
| Date           | Pays         | Élections                      | Contexte | Résultats |
| -------------- | ------------ | ------------------------------ | --- | --- |
| 6 avril        | Monténégro   | Présidentielle                 | Première depuis l'indépendance du pays en 2006. | Filip Vujanović (Parti démocratique socialiste : centre-gauche) est élu dès le premier tour avec 51,9 % des voix face à trois autres candidats. |
| 9 avril        | Corée du Sud | Législatives                   | | Alternance. Le Grand parti national (droite) et ses alliés conservateurs remportent la majorité absolue des sièges. |
| 10 avril       | Népal        | Constituantes                  | Élection d'une assemblée constituante. | Assemblée sans majorité. Le Parti communiste unifié (maoïste) (extrême-gauche) obtient la majorité relative, manquant de très peu la majorité absolue des sièges. Pushpa Kamal Dahal (PCU(M)), mieux connu sous son nom de guerre de Prachanda, devient Premier ministre, formant un gouvernement de coalition avec d'autres partis de gauche.               |
| 13 et 14 avril | Italie       | Parlementaires                 | Élections anticipées, le gouvernement de Romano Prodi (Parti démocrate) ayant été démis par la perte d'un vote de confiance au Sénat. | Alternance. Le parti Le Peuple de la liberté (libéral-conservateur, populiste) et ses alliés de droite et de centre-droit remportent ensemble la majorité absolue des sièges dans les deux chambres. Silvio Berlusconi (PdL) devient président du Conseil (Premier ministre).                                                                                |
| 20 avril       | Paraguay     | Législatives et présidentielle | | Alternance. Parlement sans majorité. Le Parti colorado (droite national-conservatrice) conserve une majorité relative amoindrie dans les deux chambres, mais perd la présidence de la République. Fernando Lugo (Alliance patriotique pour le changement : coalition de centre-gauche) est élu président avec 41,2 % des voix face à trois autres candidats. |
| 23 avril       | Guernesey    | Législatives                   | Le bailliage de Guernesey est un État de facto indépendant, sous souveraineté personnelle et symbolique de la reine britannique mais ne faisant pas partie du Royaume-Uni. Il n'existe pas de partis politiques ; tous les députés siègent sans étiquette.                                     | La plupart des députés sortants sont réélus. |
| 23 et 24 avril | Tonga        | Législatives                   | Seuls neuf de trente membres de l'Assemblée sont élus par les citoyens, les autres étant choisis par la noblesse ou le roi, ou bien siégeant ex officio. | Le Mouvement pour les droits de l’homme et la démocratie, qui fait campagne pour une transition démocratique, remporte quatre des neuf sièges réservés aux élus du peuple. Feleti Sevele (MDHD), nommé par le roi en 2006 pour amorcer une transition vers la démocratie, demeure Premier ministre.                                                          |
| 26 avril       | Nauru        | Législatives                   | Élections anticipées, le Parlement étant partagé à parts égales entre les partisans du gouvernement et ses opposants, provoquant une situation de blocage. Il n'existe pas de partis politiques formels, mais des factions.                                                                    | Le gouvernement sortant remporte cette fois la majorité absolue des sièges. Marcus Stephen est réélu président de la République par les députés. |
| 30 avril       | Tuvalu       | Référendum constitutionnel     | Les citoyens sont invités à se prononcer pour ou contre l'abolition de la monarchie et l'instauration d'une république avec un président qui serait élu par le Parlement. (Les Tuvalu sont un royaume du Commonwealth, un État indépendant reconnaissant Élisabeth II comme reine des Tuvalu.) | Les Tuvaluans se prononcent à 65,0 % en faveur du maintien de la monarchie. |

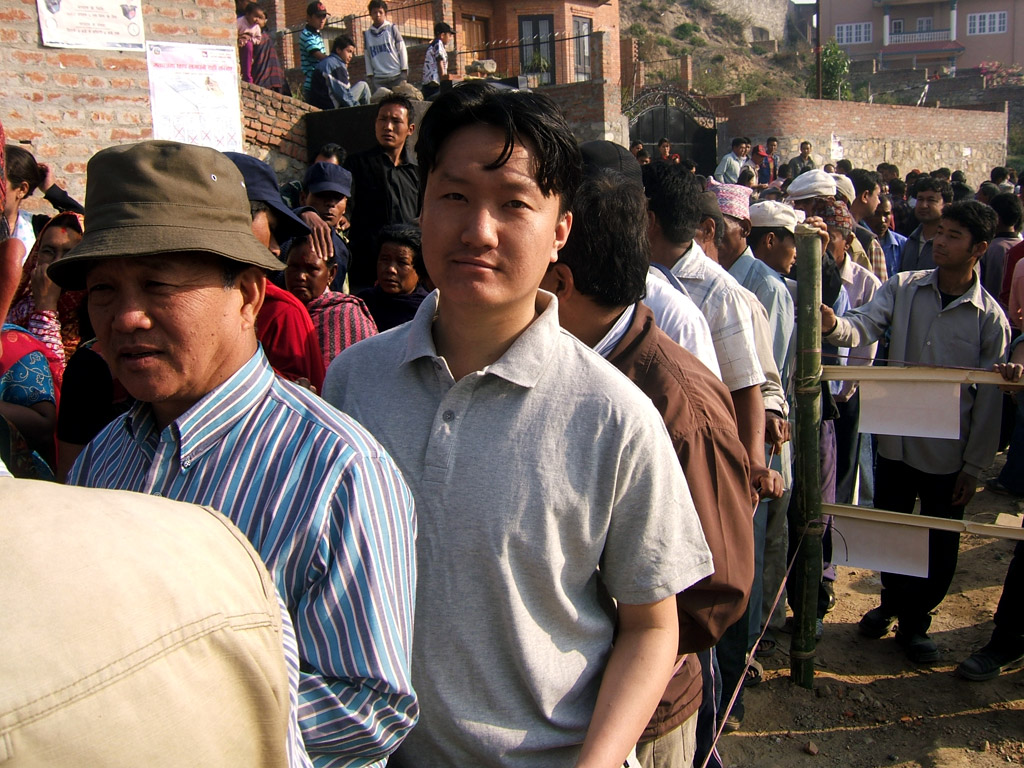
Électeurs attendant de voter lors des législatives népalaises en avril.

### Mai
| Date   | Pays                   | Élections                  | Contexte | Résultats |
| ------ | ---------------------- | -------------------------- | --- | --- |
| 4 mai  | Guinée équatoriale     | Législatives               | La Guinée équatoriale est une dictature où l'opposition politique est réprimée. | Le Parti démocratique (autoritaire, parti du pouvoir personnel du président Teodoro Obiang) et les petits partis qui lui sont subordonnés remportent officiellement tous les sièges sauf un. |
| 10 mai | Birmanie               | Référendum constitutionnel | La junte soumet à l'approbation de la population une nouvelle constitution, en vue d'élections en 2010 qui marqueront une transition partielle vers la démocratie. La Ligue nationale pour la démocratie appelle ses partisans à voter « non », estimant que les nouvelles institutions proposées conforteront le pouvoir des autorités militaires. Les électeurs subissent des actes d'intimidation de la part des autorités, les pressant de voter « oui ». | Les autorités affirment que la constitution a été approuvée par 92,5 % des votants, avec un taux de participation de 98,1 %. |
| 11 mai | Serbie                 | Législatives               | | Parlement sans majorité. La coalition Pour une Serbie européenne (centriste, libérale, pro-européenne) accroît sa majorité relative des sièges. Elle forme un gouvernement avec le Parti socialiste (centre-gauche, nationaliste, pro-européen). Mirko Cvetković (économiste sans étiquette) devient Premier ministre. |
| 16 mai | République dominicaine | Présidentielle             | | Le président Leonel Fernández (Parti de la libération : centre-gauche) est réélu avec 53,8 % des voix face à six autres candidats, dont notamment Miguel Vargas (Parti révolutionnaire : centriste ; 40,5 %). |
| 17 mai | Koweït                 | Législatives               | Élections anticipées : L'émir Sabah al-Sabah a dissous l'Assemblée nationale en raison de désaccords persistants entre celle-ci et son gouvernement. Il n'existe pas de partis politiques, mais des factions informelles. | Comme lors des élections précédentes, les indépendants favorables au gouvernement obtiennent un tiers des sièges, devancés cette fois par les islamistes sunnites (40 % des sièges). |
| 21 mai | Géorgie                | Législatives               | | Le Mouvement national uni (centre-droit libéral-conservateur) conserve la majorité absolue des sièges. Vladimer Gourguenidze (MNU) demeure Premier ministre. |

### Juin
| Date     | Pays      | Élections      | Contexte | Résultats |
| -------- | --------- | -------------- | --- | --- |
| 1er juin | Macédoine | Législatives   | | Le VMRO-DPMNE (droite national-conservatrice et populiste) et ses alliés de la coalition « Pour une Macédoine meilleure », qui disposaient d'une majorité relative des sièges, obtiennent cette fois une courte majorité absolue. Nikola Gruevski (VMRO-DPMNE) demeure Premier ministre.                                                    |
| 7 juin   | Niue      | Législatives   | Niué est un État autonome en libre association avec la Nouvelle-Zélande. Il n'y existe pas de partis politiques. | Alternance. Élus sans étiquette, les députés choisissent Toke Talagi comme nouveau Premier ministre, face au sortant Young Vivian qui briguait un nouveau mandat. |
| 27 juin  | Zimbabwe  | Présidentielle | 2e tour. Les élections sont entachées de violences et d'actes d'intimidation à l'encontre des partisans de l'opposition. Des dizaines de sympathisants de l'opposition sont assassinés ; la police et l'armée pressent les électeurs de voter pour le président Robert Mugabe. À l'issue du premier tour, l'annonce des résultats avait été retardée d'un mois, créant de forts soupçons de fraude. Face aux violences, le candidat d'opposition Morgan Tsvangirai (Mouvement pour le changement démocratique : centre-gauche) annonce son retrait du scrutin durant l'entre deux-tours, indiquant qu'il ne peut demander à ses partisans de prendre le risque de voter pour lui. | Robert Mugabe (ZANU-PF : conservateur, populiste, nationalisme noir), au pouvoir depuis 1980, est déclaré réélu avec 90,2 % des voix, et un taux de participation officiel de 42,4 %. |
| 28 juin  | Islande   | Présidentielle | | Seul candidat, Ólafur Ragnar Grímsson (centre-gauche sans étiquette) est déclaré réélu pour un quatrième mandat, sans scrutin. |
| 29 juin  | Mongolie  | Législatives   | | Le Parti révolutionnaire du peuple (centre-gauche), qui disposait de la majorité relative des sièges au parlement sortant, remporte cette fois la majorité absolue. Il maintient toutefois son gouvernement d'union nationale avec le Parti démocrate (centre-droit libéral-conservateur). Sanjaagiin Bayar (PRP) demeure Premier ministre. |

### Juillet
| Date       | Pays     | Élections    | Contexte | Résultats |
| ---------- | -------- | ------------ | -------- | --- |
| 8 juillet  | Grenade  | Législatives |          | Alternance. Le parti Congrès démocratique national (centriste, libéral) remporte la majorité absolue des sièges. Tillman Thomas devient Premier ministre. |
| 27 juillet | Cambodge | Législatives |          | Le Parti du peuple (attrape-tout, populiste, autoritaire) conserve la majorité absolue des sièges. Hun Sen (PP) demeure Premier ministre.                 |

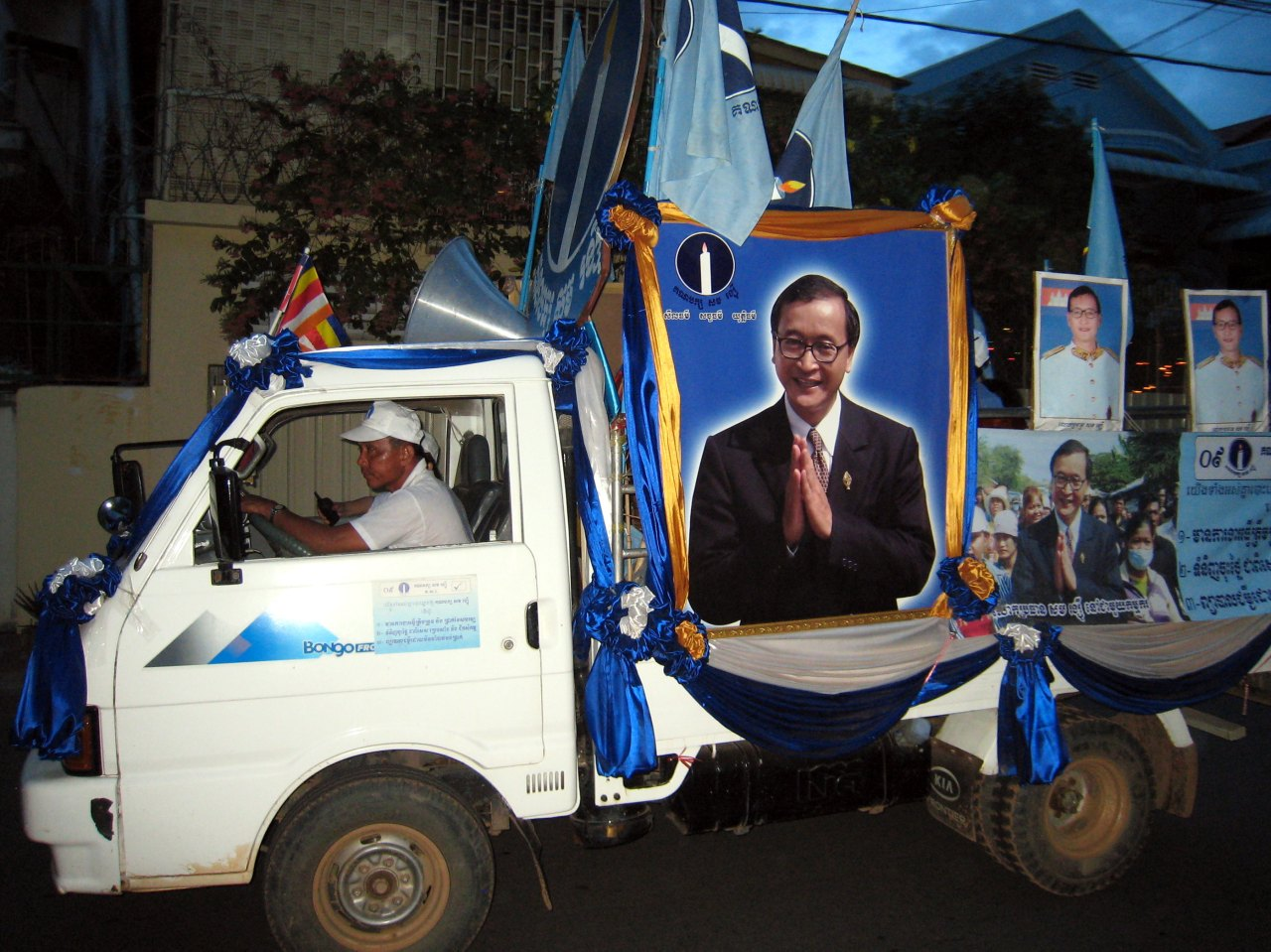
Bus de campagne du Parti Sam Rainsy lors des élections de juillet au Cambodge.

### Août
| Date    | Pays                | Élections    | Contexte | Résultats |
| ------- | ------------------- | ------------ | --- | --- |
| 5 août  | République du Congo | Sénatoriales | Les citoyens élisent des conseillers départementaux qui élisent à leur tour les sénateurs. | Le Rassemblement de la majorité présidentielle, constitué du Parti du travail (gauche) et de ses alliés, conserve une large majorité des sièges.    |
| 10 août | Bolivie             | Référendum   | À l'initiative du Sénat, où siège une majorité d'opposition, il s'agit d'un référendum révocatoire : Les citoyens sont invités à se prononcer pour ou contre le maintien en exercice du président de la République, Evo Morales (Mouvement vers le socialisme : gauche), ainsi que de son vice-président et des gouverneurs de huit départements. | Le président Morales et son vice-président sont maintenus avec le soutien de 67,4 % des votants. Six des huit gouverneurs sont également maintenus. |

### Septembre
| Date             | Pays        | Élections                  | Contexte | Résultats |
| ---------------- | ----------- | -------------------------- | --- | --- |
| 2 septembre      | Vanuatu     | Législatives               | | Parlement sans majorité. Le Vanua'aku Pati (centre-gauche) obtient la majorité relative avec un cinquième des sièges. Edward Natapei (VP) devient Premier ministre, maintenant une coalition notamment avec le Parti national unifié (centre-gauche). |
| 5 et 6 septembre | Angola      | Législatives               | Premières élections législatives depuis celles de 1992, qui avaient été interrompues par la guerre civile. | Le Mouvement populaire de libération (gauche), au pouvoir, remporte une large majorité des sièges. Fernando dos Santos (MPL) demeure Premier ministre. |
| 7 septembre      | Hong Kong   | Législatives               | Hong Kong est une région administrative spéciale, autonome, de la République populaire de Chine. | L'ensemble des partis « pro-Pékin », dont notamment l'Alliance démocratique (conservatrice), conservent la majorité absolue des sièges, face à l'ensemble des partis « pro-démocratie » dont le Parti démocrate (centriste, libéral). |
| 15 septembre     | Rwanda      | Législatives               | Le Rwanda est un régime autoritaire. À cette date, aucun parti d'opposition n'est autorisé. | Le Front patriotique (attrape-tout) conserve la majorité absolue des sièges, les autres revenant à ses alliés. Bernard Makuza demeure Premier ministre. |
| 19 septembre     | Swaziland   | Législatives               | Le Swaziland est une monarchie absolue. Le parlement a peu de pouvoirs. Les partis politiques sont interdits. | Tous les députés sont élus sans étiquette. Le roi nomme Barnabas Sibusiso Dlamini au poste de Premier ministre. |
| 21 septembre     | France      | Sénatoriales               | Élections indirectes. Renouvellement d'un tiers du Sénat. | Sénat sans majorité. Le groupe de l'Union pour un mouvement populaire (gaulliste, conservateur, libéral en économie) conserve la majorité relative des sièges. |
| 21 septembre     | Slovénie    | Législatives               | | Parlement sans majorité. Alternance. Les Sociaux-démocrates (centre-gauche) arrivent en tête avec un tiers des sièges et forment un gouvernement de coalition avec le parti Réel (centre-gauche social-libéral), le Parti démocrate des retraités et Démocratie libérale (centre-gauche social-libéral). Borut Pahor (social-démocrate) devient Premier ministre. |
| 23 septembre     | Palaos      | Présidentielle             | 1er tour | - |
| 28 septembre     | Autriche    | Législatives               | Élections anticipées en raison de désaccords au sein du gouvernement de grande coalition. | Le Parti social-démocrate (SPÖ, centre-gauche) conserve la majorité relative avec près d'un tiers des sièges. Le SPÖ et le Parti populaire (ÖVP), les deux grands partis traditionnels, demeurent les principaux partis mais connaissent tous deux le pire résultat de leur histoire, les deux partis d'extrême-droite (le Parti de la liberté et l'Alliance pour l'avenir) étant les seuls à progresser. Werner Faymann (SPÖ) devient chancelier, conservant le gouvernement de grande coalition avec l'ÖVP. |
| 28 septembre     | Biélorussie | Législatives               | La Biélorussie est un régime autoritaire, où l'opposition ne peut faire campagne librement. | La quasi-totalité des élus sont officiellement sans étiquette, mais soutiennent le gouvernement. Aucun parti d'opposition n'obtient de siège. Sergueï Sidorski (sans étiquette) demeure Premier ministre. L'OSCE dénonce des résultats falsifiés. |
| 28 septembre     | Équateur    | Référendum constitutionnel | La nouvelle constitution propose notamment le droit de tous aux soins médicaux, à la nourriture, à la sécurité sociale et à l'éducation ; le renforcement du contrôle de l'État sur les ressources essentielles, tels le pétrole et les minerais ; et une autonomie juridique pour les populations autochtones du pays. | La proposition de constitution est approuvée par 69,5 % des votants. |

### Octobre
| Date             | Pays        | Élections      | Contexte                                                                             | Résultats |
| ---------------- | ----------- | -------------- | ------------------------------------------------------------------------------------ | --- |
| 14 octobre       | Canada      | Législatives   |                                                                                      | Parlement sans majorité. Le Parti conservateur (libéral-conservateur) conserve la majorité relative des sièges. Stephen Harper (PC) demeure Premier ministre à la tête d'un gouvernement minoritaire. |
| 15 octobre       | Azerbaïdjan | Présidentielle |                                                                                      | Ilham Aliyev (Parti du nouvel Azerbaïdjan : attrape-tout, laïc) est réélu avec 87,3 % des voix face à six autres candidats. |
| 12 et 26 octobre | Lituanie    | Législatives   |                                                                                      | Alternance. La coalition de centre-droit menée par le parti Union de la patrie - Chrétiens-démocrates remporte la majorité absolue des sièges. Andrius Kubilius (UP-CD) devient Premier ministre. |
| 8 et 28 octobre  | Maldives    | Présidentielle | Première élection présidentielle multipartite et démocratique de l'histoire du pays. | Alternance. Mohamed Nasheed (Parti démocrate : centre-droit, libéral), qui avait été l'un des principaux militants pour la démocratie, est élu au second tour avec 53,7 % des voix face au président sortant Maumoon Abdul Gayoom (Parti populaire : centre-droit libéral-conservateur) qui briguait un septième mandat. |
| 30 octobre       | Zambie      | Présidentielle | Élection anticipée, en raison de la mort du président Levy Mwanawasa (MDM).          | Rupiah Banda (Mouvement pour la démocratie multipartite : centre-gauche) est élu avec 40,1 % des voix face à trois autres candidats dont notamment Michael Sata (Front patriotique : centre-gauche ; 38,1 %). |

### Novembre
| Date             | Pays              | Élections                       | Contexte | Résultats |
| ---------------- | ----------------- | ------------------------------- | --- | --- |
| 4 novembre       | États-Unis        | Législatives et présidentielle  | | Alternance. Le Parti démocrate (centre à centre-gauche, social-libéral) accroît sa majorité absolue des sièges à la Chambre des représentants et obtient la majorité absolue au Sénat. Barack Obama (démocrate) est élu président des États-Unis avec 52,9 % du suffrage populaire et 67,8 % des voix des grands électeurs, face à cinq autres candidats dont notamment John McCain (Parti républicain : droite conservatrice, libérale en économie). |
| 4 novembre       | Palaos            | Législatives et présidentielle  | 2d tour de la présidentielle, et tour unique des législatives. Il n'existe pas de partis politiques. Ayant effectué deux mandats consécutifs, le président Tommy Remengesau ne peut se représenter. | Tous les membres de la Chambre des délégués et du Sénat sont élus sans étiquette. Johnson Toribiong est élu président de la République avec 51,1 % des voix face à Elias Camsek Chin, le vice-président sortant. |
| 4 novembre       | Porto Rico        | Législatives et gubernatoriales | Puerto Rico est un territoire organisé des États-Unis. | Le Nouveau Parti progressiste (centre-droit conservateur, libéral en économie) conserve la majorité absolue des sièges dans les deux chambres. Alternance au poste de gouverneur, auquel est élu Luis Fortuño (NPP) avec 52,8 % des voix face à trois autres candidats, dont notamment le gouverneur sortant Aníbal Acevedo Vilá (Parti populaire démocrate : centriste, social-libéral ; 41,3 %).                                                    |
| 8 novembre       | Nouvelle-Zélande  | Législatives                    | | Parlement sans majorité. Alternance. Le Parti national (centre-droit libéral) remporte la majorité relative des sièges, et forme un gouvernement avec l'appui du Parti maori (centre-gauche, parti ethnique), du parti ACT (libertarien) et du parti Avenir uni (centriste, social-libéral). John Key (Parti national) devient Premier ministre. |
| 9 novembre       | Saint-Marin       | Législatives                    | Élections anticipées, en raison de la dislocation du gouvernement de coalition de la gauche et du centre.                                                                                           | Alternance. La coalition « Pacte pour Saint-Marin », qui rassemble des partis du centre et de droite emmenés par le Parti démocrate-chrétien (centre-droit), remporte la majorité absolue des sièges. |
| 16 novembre      | Guinée-Bissau     | Législatives                    | | Le Parti africain pour l'indépendance (gauche), qui disposait de la majorité relative des sièges, remporte cette fois la majorité absolue. Carlos Gomes Júnior devient Premier ministre. |
| 4 et 18 novembre | Samoa américaines | Législatives et gubernatoriales | Les Samoa américaines sont un territoire organisé des États-Unis. | Les membres des deux chambres du parlement territorial sont élus sans étiquette. Togiola Tulafono (Parti démocrate : centre à centre-gauche, social-libéral) est réélu gouverneur au second tour avec 56,5 % des voix face à Utu Abe Malae (sans étiquette). |
| 30 novembre      | Roumanie          | Parlementaires                  | | Parlement sans majorité. Alternance. Le Parti démocrate-libéral (centre-droit libéral-conservateur) obtient la majorité relative des sièges dans les deux chambres. La participation n'est que de 39,3 %. Emil Boc (démocrate-libéral) devient Premier ministre, formant un gouvernement de coalition avec le Parti social-démocrate (centre-gauche).                                                                                                 |

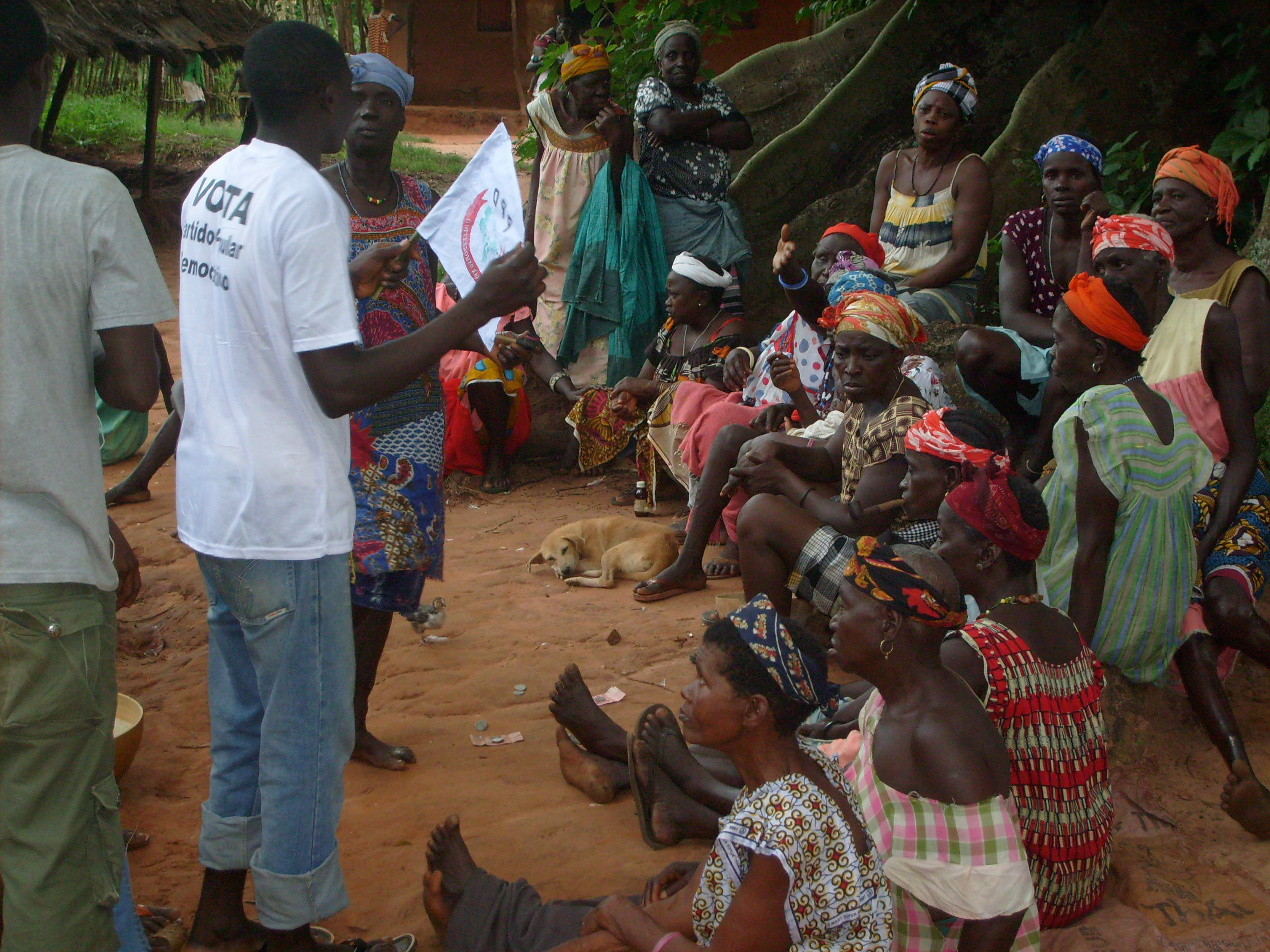
Un représentant du Parti démocrate populaire mène campagne dans un village en Guinée-Bissau pour les élections législatives de novembre.

### Décembre
| Date              | Pays         | Élections                      | Contexte | Résultats |
| ----------------- | ------------ | ------------------------------ | --- | --- |
| 7 décembre        | Ghana        | Législatives et présidentielle | | Alternance. Le Congrès démocratique national (centre-gauche), principal parti d'opposition, remporte de justesse la majorité absolue des sièges au Parlement. John Atta Mills (CDN) est élu président de la République au second tour avec 50,2 % des voix face à Nana Akufo-Addo (Nouveau Parti patriotique : centre-droit libéral-conservateur), le candidat de la majorité sortante. |
| 14 et 28 décembre | Turkménistan | Législatives                   | Depuis un amendement constitutionnel en 2006, le Turkménistan n'est plus officiellement un État à parti unique. Il le demeure toutefois en pratique, et il n'existe aucun parti d'opposition. Quelques candidats d'opposition sans étiquette tentent de se présenter, malgré les actes d'intimidation à leur encontre. | Tous les sièges sauf un sont pourvus dès la premier tour. Le Parti démocratique (autoritaire, nationaliste) conserve la contrôle intégral du Parlement. |
| 29 décembre       | Bangladesh   | Législatives                   | Prévues initialement en 2007, ces élections sont reportées en raison d'importantes manifestations des partisans de l'opposition, qui dénonçaient les modalités de leur tenue. | Alternance. La Ligue awami (centre-gauche laïc), principal parti d'opposition, remporte une très large majorité des sièges. Sheikh Hasina (Ligue awami) devient Première ministre. |

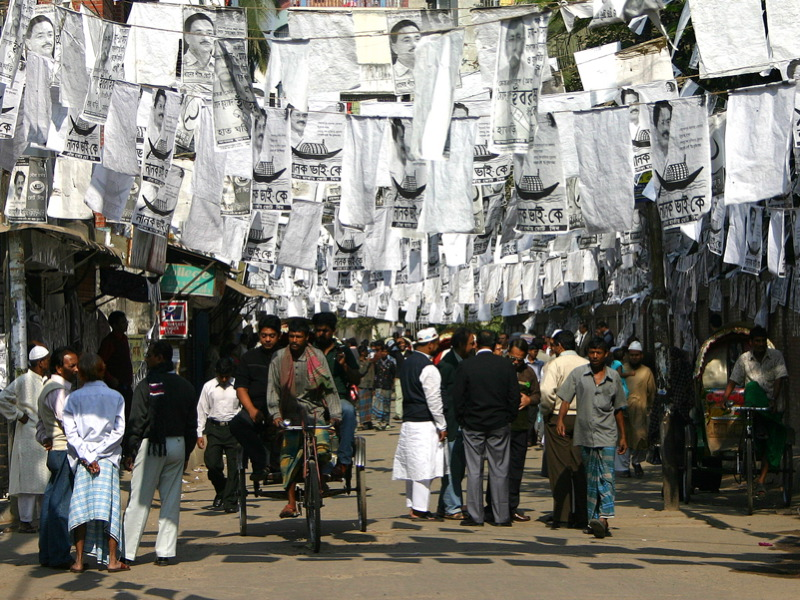
Affiches de campagne pour les élections législatives bangladaises en décembre.